# 多雷湖
多雷湖（英語：Doré Lake）是加拿大的湖泊，位於該國南部，由薩斯喀徹溫省負責管轄，面積628平方（242平方英里），集水區面積2,435平方（940平方英里），海拔高度495（1,624英尺），湖岸線長度195（121英里），平均水深10.9（36英尺），最大水深20.4（67英尺），蓄水量6.68立方（2.36×1011立方英尺）。

## 外部連結
- Statistics Canada
- Saskatchewan Fishing Lakes

54°46′12″N 107°17′10″W / 54.77000°N 107.28611°W